# Beaulieu-sur-Loire
Beaulieu-sur-Loire – miejscowość i gmina we Francji, w Regionie Centralnym, w departamencie Loiret.
Według danych na rok 1990 gminę zamieszkiwały 1644 osoby, a gęstość zaludnienia wynosiła 34 osoby/km² (wśród 1842 gmin Regionu Centralnego Beaulieu-sur-Loire plasuje się na 245. miejscu pod względem liczby ludności, natomiast pod względem powierzchni na miejscu 96.).